# Горбунов, Андрей Александрович
Андре́й Алекса́ндрович Горбуно́в (бел. Андрэй Аляксандравіч Гарбуноў; 29 мая 1983, Могилёв, Белорусская ССР, СССР) — белорусский футболист, вратарь. Мастер спорта Республики Беларусь международного класса.

## Карьера

### Клубная
Воспитанник футбольной школы СДЮШОР-7 (Могилёв). Первые тренеры — Виктор Григорьевич Голенков и Алексей Владимирович Шабаршин. Первым клубом был могилёвский «Днепр-Трансмаш». В 2008 году перешёл в минское «Динамо», где был основным вратарём. В июне 2011 года покинул клуб в связи с окончанием контракта и присоединился к «Неману».

### БАТЭ
В январе 2012 года стал игроком борисовского БАТЭ. Благодаря хорошей игре практически сразу стал основным голкипером клуба, выиграв конкуренцию у игрока национальной сборной Александра Гутора. Всего через несколько месяцев нахождения в клубе продлил контракт до 2015 года. По результатам сезона 2012 стал лучшим игроком борисовского клуба, опередив полузащитника Ренана Брессана на 2 очка. Кроме того, Горбунов стал лучшим вратарём чемпионата. В сезоне 2013 продолжал играть в основной команде.
В январе 2014 года состав БАТЭ пополнил вратарь национальной сборной Беларуси Сергей Черник, после чего главный тренер борисовского клуба Александр Ермакович заявил, что не видит Горбунова в составе команды. Некоторое время Андрей поддерживал форму в дублирующем составе БАТЭ. 1 апреля 2014 года расторг контракт с БАТЭ по обоюдному согласию сторон.

### «Атромитос»
В первой половине 2014 года оставался без клуба. 11 июля 2014 года начал тренироваться в составе греческого клуба «Атромитос», 16 июля подписал контракт по схеме «1+1». Дебютировал 29 ноября 2014 года в домашнем матче с «Ксанти», отстояв на «ноль». Отлично проявил себя в сезоне 2014/15, проведя 12 «сухих» матчей в чемпионате.
В начале 2016 года потерял место в основном составе и до конца сезона не появлялся на поле. «Атромитос» настаивал на продолжении сотрудничества, однако Горбунов рассматривал другие варианты продолжения карьеры. 27 июня футболист всё же решил остаться в команде, одновременно сменив номер с 30 на 35. В сезоне 2016/17 был основным вратарём «Атромитоса». В мае 2017 года покинул греческий клуб.

### «Динамо» Минск
Во второй половине 2017 года оставался без клуба, играл за команду БАТЭ по пляжному футболу. 30 января 2018 вернулся в минское «Динамо», подписав контракт в качестве свободного агента. Закрепился в качестве основного вратаря команды, вытеснив Сергея Игнатовича. По результатам сезона 2018 был признан лучшим вратарём чемпионата Беларуси.
В январе 2019 года стало известно, что Горбунов покидает «Динамо» по окончании контракта.

### «Торпедо-БелАЗ»
29 января 2019 года подписал контракт с «Торпедо-БелАЗ». В жодинской команде проиграл конкуренцию Владимиру Бушме, в результате появлялся на поле эпизодически, а сентября из-за травмы выбыл до конца сезона.
Вначале 2020 года оставался вне состава команды, не принимал участие в товарищеских матчах. В марте контракт с клубом был разорван.
В январе 2021 года объявил о завершении карьеры.

## В сборной
В марте 2015 года впервые получил приглашение в национальную сборную Беларуси. Дебютировал 30 марта в товарищеском матче со сборной Габона (0:0).

## Тренерская карьера
В феврале 2021 года вошёл в тренерский штаб футбольного клуба «Ислочь». В декабре 2022 года специалист покинул клуб.
В январе 2023 года вошёл в тренерский штаб дзержинского «Арсенала».
14 июля 2023 года покинул тренерский штаб «Арсенала».
В сентябре 2023 года стал ассистентом главного тренера и тренером вратарей в клубе СК «Ротор» 2009-2017 года рождения который базируется в Заславле.
В январе 2024 года покинул СК «Ротор»
В сентябре 2024 года пополнил тренерский штаб Ислочи из Минского района. В январе 2025 года Ислочь заявила о расторжении контракта с тренером по обоюдному согласию.

## Достижения

### Командные
«Динамо» (Минск)
- Серебряный призёр чемпионата Беларуси (2): 2008, 2009
- Бронзовый призёр чемпионата Беларуси: 2018

БАТЭ (Борисов)
- Чемпион Беларуси (2): 2012, 2013
- Обладатель Суперкубка Беларуси: 2013

### Личные
- Лучший вратарь чемпионата Беларуси (2): 2012, 2018
- В списках 22 лучших футболистов чемпионата Беларуси (3): 2012, 2013, 2018
- Попал в ТОП-3 лучших стражей ворот чемпионата Греции сезона 2014/15